# Crimen sollicitationis (dokument)
Crimen sollicitationis (hrv. zločin solicitacije), naslov je dokumenta iz 1962. godine kojim je Sveti ured (sada nazvan Kongregacija za nauk vjere) kodificirao procedure koje valja slijediti u slučajevima optuživanja svećenika ili biskupa Katoličke crkve da su koristili sakrament ispovijedi za seksualne istupe prema pokornicima, koji je bio na snazi do 2001. godine (od 1983. godine u promijenjenom obliku). U njemu je uz neke dodatke bio ponovljen sadržaj identično nazvane instrukcije koju je 1922. godine izdao isti ured.

## Etimologija naziva
Etimologija naziva dolazi iz latinskoga sollicitare: potaknuti, uzbuditi ← sollicitus: uzbuđen

## Povijest
Dokument iz 1962. koji je odobrio papa Ivan XXIII. i potpisao kardinal Alfredo Ottaviani, tajnik Svetog ureda, adresiran je na "sve patrijarhe, nadbiskupe, biskupe i ostale mjesne ordinarije uključujući one istočnog obreda". Njime su propisane specifične instrukcije o tome kako provoditi pravila iz Zakonika kanonskog prava: pri postupanju s takvim slučajevima i ravnanima tako da se istim procedurama može postupati u denuncijaciji homoseksualnog, pedofilnog ili zoofilnog ponašanja klerika. Biskupije su rabile instrukciju za vlastite smjernice i čuvale je u svojim arhivima povjerljivih dokumenata; one nisu smjele objaviti instrukciju niti proizvesti komentare o njoj.
Crimen sollicitationis ostao je na snazi sve do 18. svibnja 2001. godine kada je zamijenjen novim normama proglašenjem papinskog motu proprija Sacramentorum sanctitatis tutela 30. travnja iste godine. Normalno je trebao biti dokinut stupanjem na snagu Zakonika kanonskog prava iz 1983. koji je zamijenio Zakonik iz 1917. godine na kojem se temeljio dokument iz 1962. godine, no nastavio se rabiti uz neke nužne izmjene i dopune, dok se izmijenjeni oblik nastavio provoditi.

## Predmet
U skladu s uvodnim riječima dokumenta, 70 od 74 članka od kojih je dokument sačinjen bavilo se slučajevima koji se tiču seksualnih istupa tijekom sakramenta ispovijedi, u više navrata nazivajući oštećenu stranku ili stranku koja se žali "pokornikom" (osobom koja ispovijeda grijehe); posljednja četiri članka utvrđuju da se sadržaj dokumenta također odnosi na crimen pessimum (najgori grijeh), to jest homoseksualni čin, s kojim je izjednačen, za kaznene učinke, svaki počinjeni ili pokušani izvana bestidni čin s preadolescentnim djetetom ili divljom životinjom. Prema optužbama koje se odnose na ove zločine također je valjalo postupati u skladu s normama dokumenta, čak ako su počinjeni bez ikakve veze s ispovijedi.
Medijska izvješća ponekad su prikazivala instrukciju kao onu koja se ne tiče prvenstveno seksualne solicitacije u ispovijedi, već denuncijacijâ pedofilije. Iako je istina da je Crimen Sollicitationis obuhvaćao takve čine, kanonski pravnici tvrde da odredbe dokumenta o tajnosti "nisu vezale ruke biskupa ... koji je htio policiji prijaviti zločin koji je počinio svećenik."

### Kanonsko pravo o slučajevima solicitacije u ispovijedi
Zakonik kanonskog prava koji je bio na snazi kada je izdan Crimen sollicitationis obvezivao je svakoga koga je svećenik solicitirao u ispovijedi da ga denuncira u roku od jednog mjeseca i određivao da svaki takav svećenik bude podvrgnut ozbiljnoj crkvenoj kazni:
| Canon 904. Ad normam constitutionum apostolicarum et nominatim constitutionis Benedicti XIV Sacramentum Poenitentiae, 1 Iun. 1741, debet poenitens sacerdotem, reum delicti sollicitationis in confessione, intra mensem denuntiare loci Ordinario, vel Sacrae Congregationi S. Officii; et confessarius debet, graviter onerata eius conscientia, de hoc onere poenitentem monere. Canon 2368 §1. Qui sollicitationis crimen de quo in can. 904, commiserit, suspendatur a celebratione Missae et ab audiendis sacramentalibus confessionibus vel etiam pro delicti gravitate inhabilis ad ipsas excipiendas declaretur, privetur omnibus beneficiis, dignitatibus, voce activa et passiva, et inhabilis ad ea omnia declaretur, et in casibus gravioribus degradationi quoque subiiciatur | Kanon 904. U skladu s apostolskim konstitucijama, a posebice konstitucijom Benedikta XIV. Sacramentum Poenitentiae od 1. lipnja 1741., pokornik mora svećenika, okrivljenog za zločin solicitacije u ispovijedi, denuncirati unutar jednog mjeseca lokalnom ordinariju ili Svetoj kongregaciji svetog ureda, a ispovjednik mora pod teškom obvezom savjesti upoznati pokornika o toj dužnosti. Kanon 2368. st. 1. Onaj tko počini zločin solicitacije naveden u kanonu 904. mora se suspendirati od slavljanje mise i saslušanja sakramenata pokore i, ako težina zločina to zahtijeva, mora biti proglašen nesposobnim za udjeljivanje istih; mora se uskratiti od svih povlastica i časti, aktivnog i pasivnog glasa, te se mora proglasiti nesposobnima za sve njih, a u težim slučajevima mora se degradirati na svjetovnu razinu. |

Crimen sollicitationis naznačavao je postupak koji valja slijediti između denuncijacije i mogućeg dodjeljivanja kazne.

### Okviri pismaCrimen sollicitationisa
- Uvod (članci 1-14)
- Naslov I. Prvo saznanje o zločinu (15-28)
- Naslov II. Sudski postupak (29-60)
  - Poglavlje I. Istraga (29-41)
  - Poglavlje II. Kanonske regulacije i opomenjivanje optuženoga (42-46)
  - Poglavlje III. Prozivanje optuženoga (47-54)
  - Poglavlje IV. Provedba postupka, presuda i utok (55-60)
- Naslov III. Kazne (61-65)
- Naslov IV. Službena komunikacija (66-70)
- Naslov V. Najgori zločin (71-74)
- Potvrda pape Ivana XXIII. 16. ožujka 1962.
- Dodaci
  - Obrazac A: službena prisega
  - Obrazac B: poreknuće od pogrešaka
  - Obrazac C: odrješenje od izopćenja
  - Obrazac D: ovlašćivanje osobe koja prima potkazivanje
  - Obrazac E: primanje potkazivanja
  - Obrazac F: ovlašćivanje osobe za ispitivanje svjedoka
  - Obrazac G: cjelovito ispitivanje svjedoka (o svećeniku i tužitelju)
  - Obrazac H: djelomično ispitivanje svjedoka (samo o tužitelju)
  - Obrazac I: opće ispitivanje tužitelja
  - Obrazac L: zaključci i prijedlog promicatelja pravde
  - Obrazac M: odluka mjesnog ordinarija
  - Obrazac N: opomena optuženog
  - Obrazac O: stupanj otužbe
  - Obrazac P: ispitivanje optuženog
  - Obrazac Q: zaključci i prijedlog promicatelja pravde
  - Obrazac R: izricanje presude okrivljenoj osobi koja poriče krivnju
  - Obrazac S: izricanje presude okrivljenoj osobi koja priznaje krivnju
  - Obrazac T: priopćenje kazne optuženomu

### Sadržaj
Naslov dokumenta "Instructio de modo procedendi in causis sollicitationis" (Instrukcija o postupanju u slučajevima solicitacije) ukazuje na to da je sačinjen radi ukazivanja načina provedbe kanonske istrage u optužbama solicitacije. Opisivao je postupke koje valja slijediti u svakom koraku: primanje denuncijacije; tijek istrage, prozivanje optuženog, presuđivanje i mogućnost utoka.
Rezultat istrage mogao se razlikovati:
- ako se optužba činila neutemeljenom, to se utvrđivalo u zapisu, a dokumenti koji su sadržavali optužbu bili su uništeni;
- ako se pojavio slab dokaz, slučaj je bio pohranjen za uporabu u slučaju pojave novog dokaza;
- ako je dokaz bio snažan ali nedostatan za optuživanje optuženog, optuženi je dobivao ukor, a zapisi su sačuvani u pogledu bilokakva budućeg razvoja;
- ako je dokaz bio dovoljno snažan, optužena osoba bila bi prozvana i započeo bi kanonski sudski postupak.

Navodeći kanon 2368. st. 1. Zakonika kanonskog prava iz 1917. koji je tada bio na snazi, Crimen sollicitationis (61) ukazivao je na kazne koje su se mogle provoditi nakon osude. Te su kazne, poput obustave a divinis, uskrate službe ili čina, te spuštanja na svjetovnu razinu, bile javnog karaktera iako je sam postupak bio proveden uz svu dužnu povjerljivost.
U istom dijelu dokumenta bilo je zapisano da se uz postojeće kazne pokora mora nametnuti okrivljenim svećenicima, a oni koji su u opasnosti od počinjenja njihovih zločina moraju biti podvrgnuti pojedinačnoj prismotri (64).
Osim u vezi sa sakramentom pokore kanonsko pravo nije nametalo nikakvu pravnu obvezu - iako je ona moralna mogla postojati - u denuncijaciji klerika okrivljenih za upuštanje u homoseksualni čin ili pokušaj istoga; no postupak opisan u Crimen sollicitationisu morao se slijediti također pri takvim optužbama (71-72). Prema svakom teško griješnom izvana bestidnom činu s pretpubertetskim djetetom bilo kojeg spola ili sa životinjom u koji se upustio ili pokušao klerik moralo se postupati, zbog njegovih kaznenih učinaka, kao jednakom stvarnom ili pokušanom homoseksualnom činu (73).
Osim ako solicitacija u vezi s pokorom nije bila uključena, ne samo mjesni biskup nego i poglavari religijskih redova izuzeti od jurisdikcije mjesnog biskupa mogli su postupati, formalnim postupkom ili nesudbenim putem ("modo administrativo"), protiv članova onih redova koji su počinili takve zločine; poglavari neizuzetih religijskih redova mogli su isto to učiniti, ali jedino nesudbenim putem (74).

### Povjerljivost sudskog postupka
Članak 11. Crimen sollicitationisa ocrtava zahtijevanu povjerljivost istrage u optužbama o zločinu solicitacije. Dokument nameće apsolutnu povjerljivost o radnjama u sudskom postupku (eksplicitno izuzimajući "ono što se može zakonito objaviti kada se taj postupak okonča i postane pravomoćan", gdje pojam "objaviti" znači "objavu dokaza" u kanonskom pravu ili zaključenje "faze istrage" u civilnom postupku, prije čitanja osude), kako tijekom njegove provedbe tako i nakon punomoćnosti svake zaključne presude:
| Quoniam vero quod in hisce causis tractandis maiorem in modum curari et observari debet illud est ut eaedem secretissime peragantur et, postquam fuerint definitae et executioni iam traditae, perpetuo silentio premantur (Instr. Sancti Officii, 20 febr. 1867, n. 14); omnes et singuli ad tribunal quomodocumque pertinentes vel propter eorum officium ad rerum notitiam admissi arctissimum secretum, quod secretum Sancti Officii communiter audit, in omnibus et cum omnibus, sub poena excommunicationis latae sententiae, ipso facto et absque alia declaratione incurrendae atque uni personae Summi Pontificis, ad exclusionem etiam Sacrae Poenitentiariae, reservatae, inviolabiliter servare tenentur. | Ono što se naravno mora ponajprije učiniti i čega se mora pridržavati u rukovanju tim postupcima jest to da se oni provode s najvećom povjerljivošću, a nakon objave presude i njezine pravomoćnosti ne smiju se nikad više spomenuti (Instrukcija Svetog ureda, čl. 14, 20. veljače 1867.), svi i svatko tko na bilo koji način pripada sudu ili zbog svoje dužnosti sazna o stvarima u postupku obvezuje se čuvati nepovredivu i najstrožu tajnost (koja se obično naziva "tajnošću Svetog ureda") u svim stvarima i sa svim osobama, pod prijetnjom izopćenja unaprijed izrečenog (latae sententiae), nastalog samim činom (ipso facto) bez potrebe za ikakvom objavom osim one postojeće, i pridržan samoj osobi rimskomu prvosvećeniku, isključujući čak Apostolsku pokorničarnu. |

Prisegu tajnosti polažu svi članovi suda; kršenje snosi kaznu izopćenja unaprijed izrečenog. Crkvena kazna optuženomu svećeniku za kršenje tajnosti jest zabrana bogoslužja, iako može slobodno raspravljati sa svojim braniteljskim savjetnikom (članak 13.).
Osim ako se kršenje tajnosti nije zbilo poslije izričita postupkovna upozorenja izrečena u tijeku njihova ispitivanja (članak 13.; i usp. članak 23. o osobi koja denuncira solicitaciju: "… prije nego što se osoba otpusti, osobi se mora predočiti, poput gore navedenog, prisega o čuvanju tajne, pod prijetnjom zatvora, ako je potrebno, s izopćenjem pridržanim ordinariju Svete Stolice"), nikakve crkvene kazne ne smiju se nametnuti tužitelju i svjedocima.
Službena prisega koju moraju položiti članovi suda zapisana je u obrascu A:
| ... Spondeo, voveo ac iuro, inviolabile secretum me servaturum in omnibus et singulis quae mihi in praefato munere exercendo occurrerint, exceptis dumtaxat iis quae in fine et expeditiones [recte: expeditione] huius negotii legitime publicari contingat ... neque unquam directe vel indirecte, nutu, verbo, scriptis, aut alio quovis modo et sub quocumque colorato praetextu, etiam maioris boni aut urgentissimae et gravissimae causae, contra hanc secreti fidem quidquam commissurum, nisi peculiaris facultas aut dispensatio expresse mihi a Summo Pontifice tributa fuerit. | … Obećavam, zaklinjem se i prisežem da ću čuvati nepovredivu tajnost o svemu i svačemu s čime sam upoznat u vršenju moje prethodno rečene dužnosti osim onoga što može biti zakonito objavljeno kada se ovaj postupak zaključi i postane pravomoćan … i da neću nikad izravno ili neizravno, pokretom, riječju, pisanjem ili na bilo koji drugi način i pod bilo kojim izgovorom, pa čak i za veće dobro ili veću hitnost i ozbiljan razlog, učiniti ništa protiv ove vjernosti tajnosti, osim ako mi posebno dopuštenje ili odredbu ne podari rimski prvosvećenik. |

U intervjuu za jedan televizijski program 2006. godine kanonski pravnik Thomas Doyle opisao je tijesnu tajnost koja je zahtijevana postupkom kao "izričito pisanu politiku za prikrivanje slučajeva seksualnog zlostavljanja djece koje je počinio kler, te za kažnjavanje onih koji bi upozoravali na zločine koje su počinili crkvenjaci". No u studiji o instrukciji koju je pregledao prije manje od dviju godina izjavio je: "Prema dokumentima iz 1922. i 1962. godine, tužitelji i svjedoci bili su vezani obvezom tajnosti tijekom i nakon postupka, no sigurno ne prije početka samog postupka. Nema osnove da se pretpostavi da je Sveta Stolica namjeravala ovaj postupak učiniti nadomjeskom za bilo koji sekularni pravni postupak, kazneni ili građanski. Također je netočno pretpostaviti, kao što su nažalost neki učinili, da su ova dva vatikanska dokumenta dokaz urote o prikrivanju seksualno zlostavljačkih svećenika ili urote o sprečavanju razotkrivanja seksualnih zločina koje su počinili klerici sekularnim vlastima." Također je pridodao: "Da bi se razumjela prekomjerna briga za tajnošću, mora se razumjeti tradicionalan kanonski koncept poznat kao 'privilegij foruma' privilegium fori koji ima svoje korijene u srednjovjekovnom kanonskom pravu. U osnovi radi se o tradicionalnom privilegiju na koji se poziva institucionalna crkva, a prema kojem klerici optuženi za zločine prvo se ispituju pred crkvenim sudovima, a ne pred civilnim ili sekularnim sudovima. Iako je taj privilegij anakroničan u suvremenom društvu, stav ili mentalitet koji tvrdi da su klerici odgovorni samo pred institucionalnim crkvenim vlastima još je uvijek aktivan. To ne znači da službena Crkva vjeruje da klerici optuženi za zločine ne bi trebali odgovorati. To znači da je tijekom određenih razdoblja u povijesti Crkva vjerovala da ona sama smije imati pravo podvrgavanja optuženih klerika sudskom postupku."
John L. Allen, Jr. je izjavio da je svrha tajnosti ponajprije zaštita svih uključenih, optuženog, žrtve/denuncijanta i svjedoka, prije izricanja presude, te radi slobodnog traženja činjenica.

## Nadležnost Svete Stolice
Članak u New York Timesu objavljen 1. srpnja 2010. govorio je, kao što je gore spomenuto, da je instrukcija iz 1962. bila ponovno potvrđivanje one iz 1922. u kojoj su Svetoj kongregaciji svetog ureda dane ovlasti da progoni kler optužen za seksualno zlostavljanje. Tijekom 20 godina kardinal Ratzinger imao je zadaću provedbe dokumenta Crimen Sollicitationisa.
Crimen sollicitationis ponavljao je da pod prijetnjom teškog grijeha svaki ordinarij (biskup ili njegov ekvivalent) koji je primio denuncijaciji zločina solicitacije mora neodložno obavijestiti Svetu Stolicu i ordinarija onog mjesta gdje je prebivalište optuženog svećenika. Upravo je ordinarij mjesta prebivališta istraživao optužbe na prvoj razini (in prima instantia); Sveta Stolica pridržavala je za sebe pravo intervencije na ovoj razini jedino "zbog pojedinih i teških razloga".
Optuženik nije gubio pravo da svi članovi Crkve mogu tražiti da njihovi slučajevi, na bilo kojoj razini, mogu biti predani Svetoj Stolici; no jednom kad je postupak započeo, takav tijek nije suspendirao jurisdikciju mjesnog suca osim ako on nije doznao da je Sveta Stolica zaista prihvatila takav tijek. Nakon što je presuda prihvaćena, optuženik je mogao uložiti utok Svetoj Stolici protiv presude u roku od deset dana. Ako je to učinio, svaka suspenzija od saslušanja ispovijedi ili vršenja bogslužja ostajala je na snazi, no sve ostale zabrane kojima je bio podvrgnut bile su suspendirane sve do donošenja odluke u drugom stupnju. "Promicatelj pravde" (službeni crkveni tužitelj) mogao je jednako tako uložiti utok Svetoj Stolici protiv presude u korist optuženog. To je tvorilo iznimku u redovitoj proceduri gdje su utoci protiv prvostupanjske presude bili doznačeni drugostupanjskim sudom, a slučaj je odlazio u Rim samo ako su prva dva suda donijela nesuglasne presude.

## Vanjske poveznice
- neslužbeni engleski prijevod Svete Stolice (vatican.va): INSTRUCTION: On the Manner of Proceeding in Causes involving the Crime of Solicitation
- Instructio. De modo procedendi in causis de crimine sollicitationis, izvorni latinski tekst Crimen sollicitationisa s engleskim bilješkama ispisanima rukom. Nekoliko redaka na posljednjoj stranici nedostaje (potvrdna prisega optuženoga i potvrda javnog bilježnika).
- Instruction on the Manner of Proceeding in Cases of Solicitation (44 stranice, @ sarabite.info): privatni engleki prijevod Crimen sollicitationisa.
- The 1962 instruction Crimen sollicitationis: Caught red-handed or handed a red herring? Johna P. Beala u Studia canonica, 41(2007), str. 199–236
- "Vatican Document Instructed Secrecy in Abuse Cases" Kathleen A. Shaw u Worcester Telegram & Gazetteu, 29. srpnja 2003. Pristupljeno 27. veljače 2011.